# ポケール

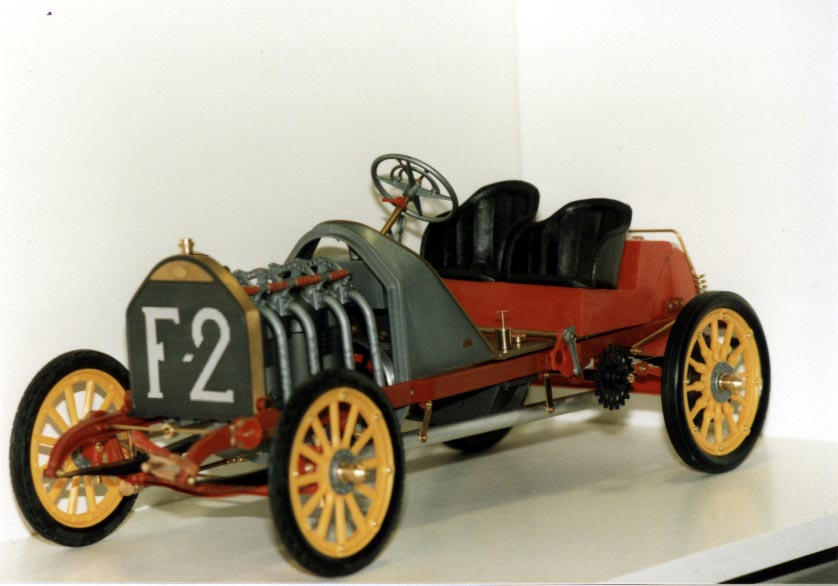
フィアット130HP F2 (1907年フランスグランプリ出場車)

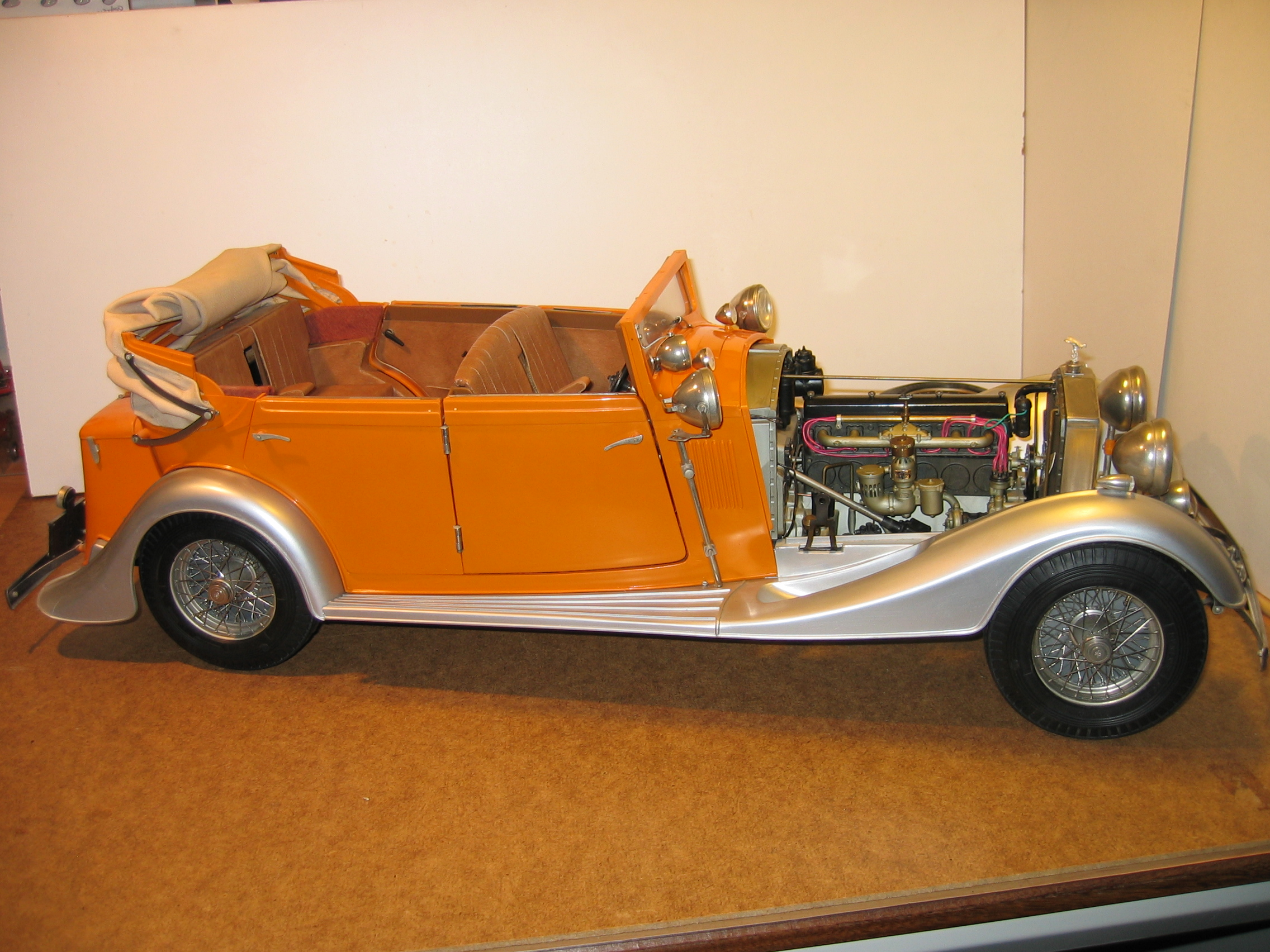
ロールスロイス・ファントムII

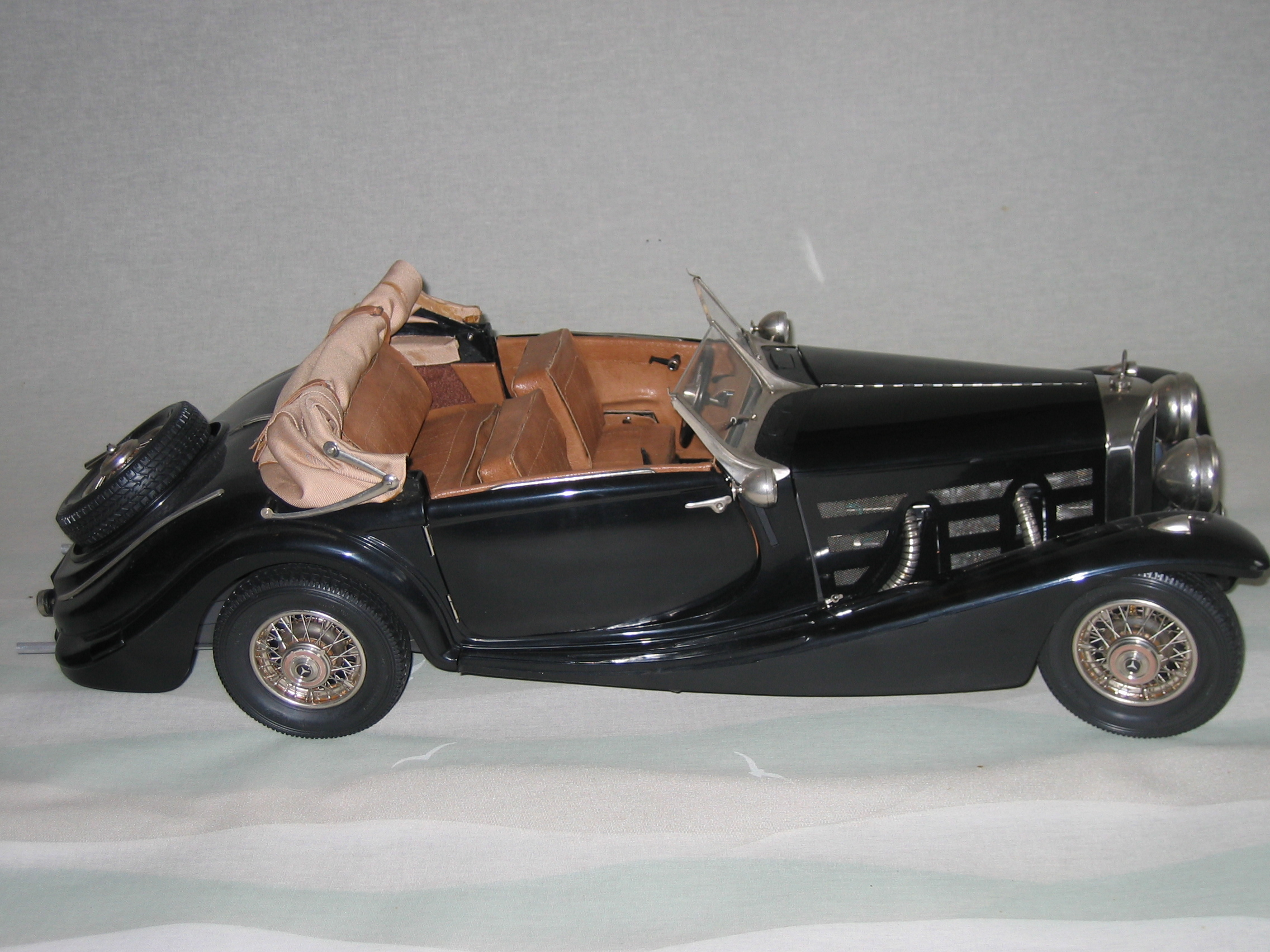
メルセデス・ベンツ

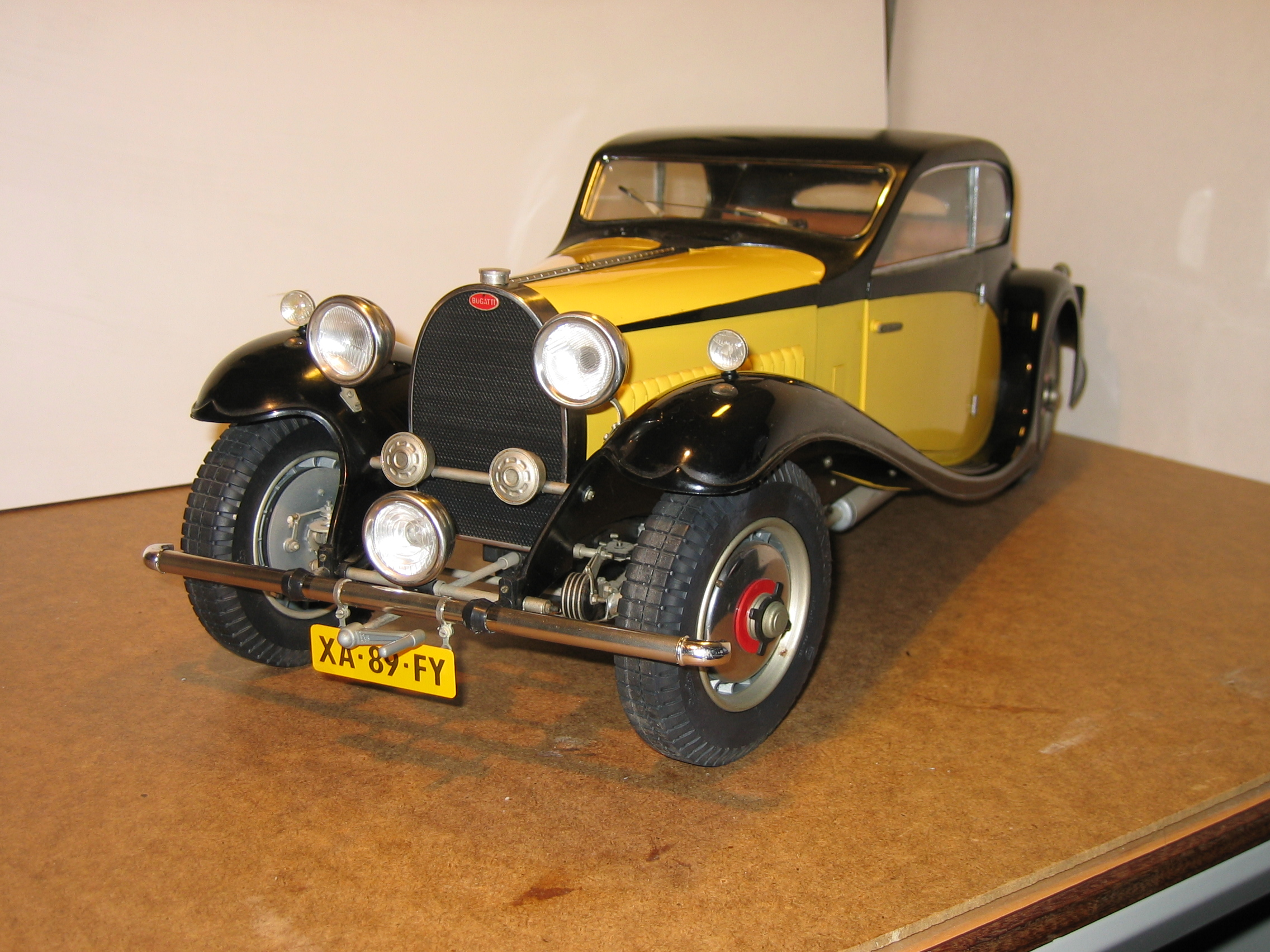
ブガッティT50

ポケール (Pocher) は、かつてイタリアに存在した模型メーカー・ブランド。2004年以降はイギリスの模型・玩具メーカーホーンビィ傘下の自動車模型ブランド。

## 概要
1952年にイタリアのトリノで創業し、当初は手作業で鉄道模型と、1/8スケールのクラシックカーの自動車模型を製造した。その後リバロッシの傘下に入り、ダイカスト成型の自動車模型を生産した。
ロールス・ロイスやブガッティ、アルファロメオ、メルセデス・ベンツ、フェラーリなどの製品はワンオフのハンドメイドのブラスモデルに引けをとらない出来映えであった。リバロッシグループの破産により生産が停止した。2013年に1/8スケールランボルギーニ・アヴェンタドールをもって生産を再開した。生産は中国で行なわれる。

## 歴史

### 独立時代
1952年6月6日、イタリア最初の精密模型メーカーとして、アルナルド・ポケール (Arnaldo Pocher ) とコラッド・ムラトーレ (Corrado Muratore ) によって『ポケール ミクロメッカニカ 合名会社』 (Pocher Micromeccanica snc ) が設立された。アルナルド・ポケールは創業前に彫金学校に通っていた。
1954年に最初の製品として、HOスケール鉄道模型の貨車を真鍮を用いて小型製作機械による手作業で製作した。製作数は10 - 15個であった。
1956年、第一次世界大戦の休戦協定が結ばれた「休戦の客車 ("Le Wagon de l'Armistice" ) 」 (ワゴンリ食堂車2419D) をHOスケールで、内装を含めて当時の最高水準の精巧さで製作した。
1958年、最初のカタログを発行した。カラー印刷を用い、貨車、客車、鉄道模型のアクセサリーだけではなく、最初の機関車製品の予告としてフランス国鉄CC7100電気機関車の最高速度保持車両7107号が掲載された。この機関車製品は、高い技術により非常に精巧に作られたため、発売は1962年になった。価格は2800リラで、これは当時の労働者の平均月給の2/3に値するほどの高価格であった。
次の機関車製品は、1839年に開業したナポリ・ポルティチ鉄道の蒸気機関車バヤール号 (Bayard ) であった。

### リバロッシ傘下へ
1963年、創業者の一人であるコラッド・ムラトーレがリバロッシに株式を売却して、会社を退いた。リバロッシはポケールの総代理店となり、ポケール製品をリバロッシの販売網に乗せて展開した。しかしながら、経営と製造はリバロッシには縛られずに継続した。
1964年、トリノ工場から最も成功した製品を送り出した。それはヴァージニア & トラッキー鉄道の軸配置4-4-0のジェノア号 (Genoa ) である。1967年、トリノ工場最後の製品としてイタリア国鉄ALe 803電車を発売した。1960年代末、トリノ工場で製造していた製品はリバロッシのコモ工場へ移され、製品はリバロッシの作風に手直しされた。ジェノア号とAle 803電車もリバロッシの作風に合うようにそれまでのポケール製品とは別に新しく製作された。

### 自動車模型へ参入
1961年、ポケールはフィアットからの依頼で縮尺1/13のフィアット1300を製作した。1950年代まではリバロッシがフィアット500やフィアット600を製作していたが、1300はリバロッシに代わって請け負った。これはトリノモーターショーでフィアットが発表するモデルの模型を継続してポケールが製作するきっかけとなった。
1960年代後半に大スケールのビンテージカーの精巧なキットを発売し自動車模型市場に参入した。最初の自動車模型の製品は1907年のフランスグランプリに出場したフィアット130Hp F2で、縮尺は1/8で、様々な素材による823個のパーツを組み合わせて全長50センチメートルの模型を製作するキットだった。これは世界中でヒットを飛ばした。素材はプラスチック、真鍮、革、鉄、アルミ、布、ゴムが使用されていた。
1968年、アルナルド・ポケールは会社とブランド、そして株式をコラッド・ムラトーレに与え、会社を退いた。コラッド・ムラトーレはポケールの代表として復帰した。
フィアット130Hp F2の成功の後、1968年にアルナルド・ポケールの元で修行していたジャン・パウロ・アルティニ (Gian Paolo Altini ) の設計で、1931年のイタリアグランプリ出場車であるアルファロメオ8c 2300を発売した。
1970年には非常に精巧なロールスロイス・ファントムIIを発売した。これは様々な素材による2199個のパーツを組み合わせるキットで、ピストンやギヤが組み込まれており実物さながらの動作を再現することができた。ロールスロイスの特徴の一つである、ラジェーターグリル上のマスコット「フライング・レディ」は、最初の製品では一つ一つ手作業の銀細工によるものであった。
自動車模型は精巧な1/8スケール製品だけではなく、1/13スケールのリモコン式自動車などのプラスチック製品もイタリアとフランス向けに生産した。

### 工場火災
1972年、トリノの工場で火災が起こった。火災時には、1/8スケールのアルファ・ロメオの派生製品と1/13スケールのリモコン式フィアット132を生産していたが、金型は幸いにも焼失を免れた。生産方式を一部外注に変更し、従業員数を火災前の120人から30人に減らし、トリノのアダメッロ (Adamello ) に工場を移転した。
ジャン・パウロ・アルティニはこの時期、新しい1/8スケール製品としてメルセデス・ベンツ500 K/AKに取り組んでいたが、完成間近の1974年に白血病を患い、数ヶ月後に33歳で死去した。アルティニは心血を注いで新製品の開発を行っていたため、この損失はポケールに非常に重く圧し掛かった。しばらく期間が開いた後、スピリンベルゴのフリウーリモザイク学校で学び、1970年以来アルティニの元で修行してきたジャン・フランコ・ファビリス (Gian Franco Fabris ) が開発を引き継いだ。メルセデス・ベンツ500 Kはアルティニの遺作となり、1975年に発売された。
一方リバロッシは、ポケールの代表とリバロッシの営業部長をこなしていたコラッド・ムラトーレからポケールの株式を全て購入し、ポケールはリバロッシの100%子会社となっていた。
1980年、ジャン・フランコ・ファビリス設計による1933年式ブガッティ T50を最後にトリノでの生産が終了した。生産設備はリバロッシのコモ工場へ移された。この移転により、クラシックカーの新規開発は終了し、これ以後、現代の自動車と、かつてのクラシックカー製品の派生製品のみを生産するようになった。

### ポケールとホーンビィ

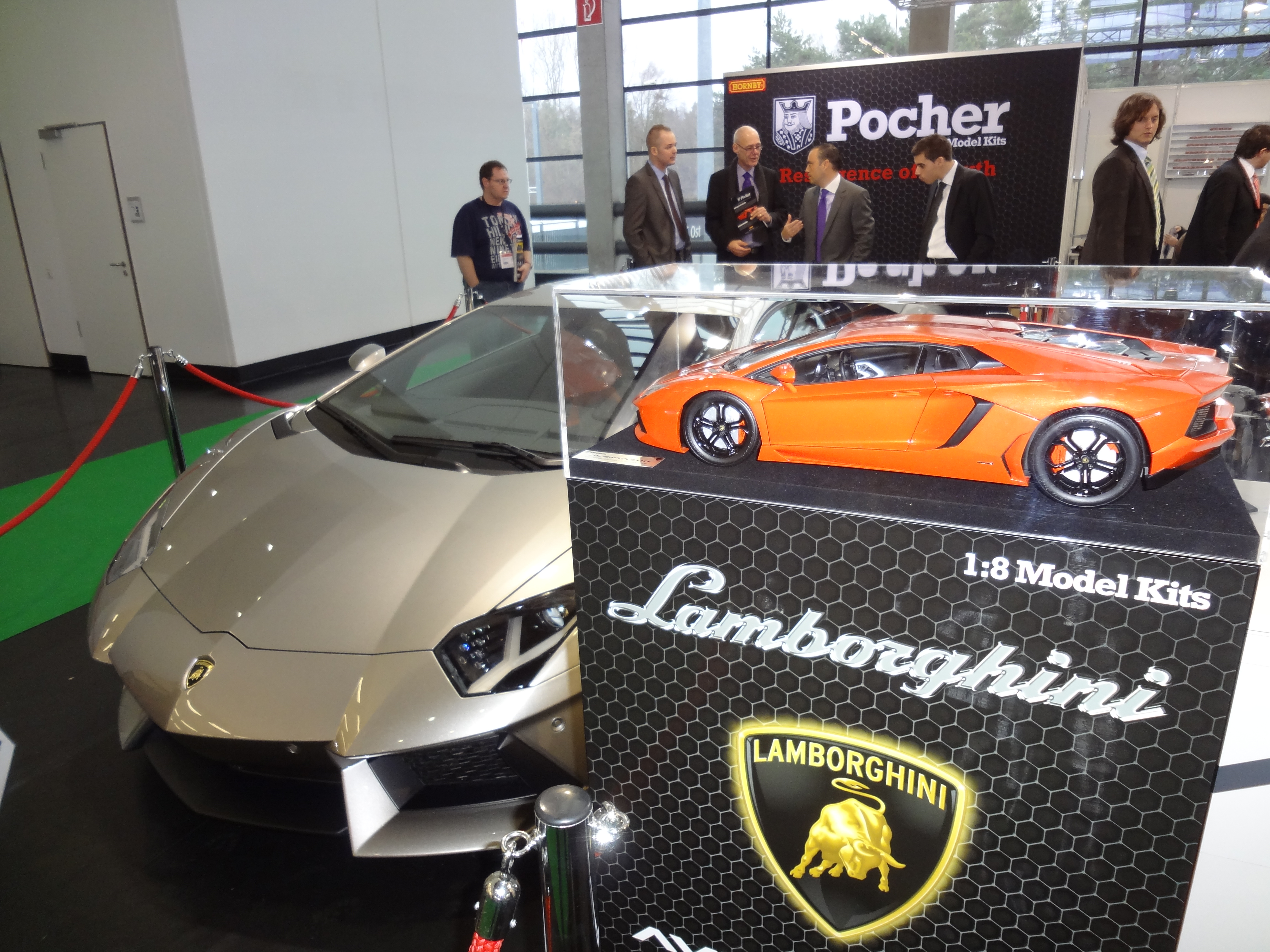
アヴェンタドールの実物と1/8モデル（2013年ニュルンベルクショーにて）

1998年、リバロッシ傘下のポケールとしては最後のカタログを発行した。その後リバロッシグループの業績悪化に伴いグループは2004年にイギリスのホーンビィに買収された。2013年のニュルンベルク国際玩具見本市にて新金型を使用した1/8スケールランボルギーニ・アヴェンタドールのキットを発表した。

## 製品

### プレステージモデル一覧
| 製品番号     | 会社        | 車種                                         | 色           |
| ------------ | ----------- | -------------------------------------------- | ------------ |
| K30          | ポルシェ    | 911                                          | 黒           |
| K31          | ポルシェ    | 911 "銀"                                     | 銀           |
| K31 collco24 | ポルシェ    | 911 "銀メッキ"                               | 銀           |
| K31 collco24 | ポルシェ    | 911 "Cabrio"                                 | 銀           |
| K32 collco24 | ポルシェ    | 911 "黄色"                                   | 黄色         |
| K33 collco24 | ポルシェ    | 911 "青"                                     | 青           |
| K34 collco24 | ポルシェ    | 911 "赤"                                     | 赤           |
| K35 collco24 | ポルシェ    | 911 "カレラ カップ 1994"                     | レーシング   |
| K51          | フェラーリ  | テスタロッサ クーペ                          | 赤           |
| K52          | フェラーリ  | テスタロッサ スパイダー                      | 白           |
| K53          | フェラーリ  | テスタロッサ クーペ "ブラックスター"         | 黒           |
| K54          | フェラーリ  | テスタロッサ スパイダーr "スポーツスター"    | 赤           |
| K55          | フェラーリ  | F40                                          | 赤           |
| K56          | フェラーリ  | F40 "黄色"                                   | 黄色         |
| K57          | フェラーリ  | F40 G.T (オランダ仕様)                       | 赤           |
| K58          | フェラーリ  | F40 G.T (イタリア仕様)                       | 赤           |
| K59          | フェラーリ  | テスタロッサ クーペ コンバーチブル           | 黄色         |
| K60          | フェラーリ  | F40 "Black Power"                            | 黒           |
| K61          | フェラーリ  | テスタロッサ スパイダー "シルバースペシャル" | 銀           |
| K63          | フェラーリ  | テスタロッサ クーペ "Flashlight"             | yellow       |
| HK100        | Lamborghini | Aventador                                    | Argos orange |
| HK101        | Lamborghini | Aventador                                    | Isis white   |

### クラシックカー一覧
| 製品番号            | 会社             | 車種                                           | 色                | 車輪の種類   | 類似製品 |
| ------------------- | ---------------- | ---------------------------------------------- | ----------------- | ------------ | -------- |
| K70                 | フィアット       | フランスグランプリ                             | 赤                |              |          |
| K71                 | アルファロメオ   | 8c 2300 モンツァ                               | 赤                | 金属         |          |
| K72                 | ロールスロイス   | Sedanca Coupé Phantom II                       | 黒-青             | 金属         |          |
| K73                 | アルファロメオ   | Spider Touring Gran Sport                      | クリーム-青       | 金属         |          |
| K74                 | メルセデスベンツ | 500K/AK Cabriolet                              | 黒                | 金属         | K93      |
| K75                 | ロールスロイス   | Torpedo Phantom II Convertible                 | 銀 - 金           | 金属         |          |
| K76                 | ブガッティ       | 50T                                            | 黒 - 黄色         | 金属         |          |
| K77                 | フィアット       | F-2 Racer                                      | 黒 - 赤           |              | K88      |
| K78                 | アルファロメオ   | 8c 2300 Monza "Muletto"                        | 白                | 金属         |          |
| K80                 | メルセデスベンツ | 500K "Sport Roadster"                          | 赤                | 金属         |          |
| K81                 | アルファロメオ   | 8C 2600 "ミッレミリア-スクーデリア フェラーリ" | 赤                | 金属         |          |
| K82                 | メルセデスベンツ | 540K "Cabrio Special"                          | 白                | 金属         | K94      |
| K83                 | ロールスロイス   | ファントム II アンバサダー                     | 緑                | 金属         |          |
| K84                 | ブガッティ       | 50 T Coupe de ville                            | 青-銀             | 金属         |          |
| K85                 | メルセデスベンツ | 540K "Classic Roadster"                        | 赤                | 金属         |          |
| K86                 | ブガッティ       | 50T Surprofilé                                 | 黒-赤             | 金属         |          |
| K88                 | フィアット       | F-2 Racer                                      | 黒-赤             |              | K77      |
| K89                 | アルファロメオ   | 8c 2300 Coupé Elegant                          | 黒-白             | 金属         |          |
| K90                 | メルセデスベンツ | 540K "Rumble Seat"                             | 小豆色            | 金属         | K95      |
| K91                 | メルセデスベンツ | 540K "True Roadster"                           | クリーム-ブラウン | プラスチック |          |
| K91BIS (発売されず) | メルセデスベンツ | 540K "True Roadster"                           | クリーム-ブラウン | 金属         |          |
| K92                 | アルファロメオ   | "Dinner Jacket"                                | 黒                | プラスチック |          |
| K93                 | メルセデスベンツ | 500K/AK Cabriolet                              | 黒                | プラスチック | K74      |
| K94                 | メルセデスベンツ | 540K Cabrio Special                            | 白                | プラスチック | K82      |
| K95                 | メルセデスベンツ | 540K "Rumble Seat"                             | 小豆色            | プラスチック | K90      |

### トラック模型一覧
| 製品番号 | 会社   | 車種                | 色 |
| -------- | ------ | ------------------- | -- |
| K79      | ボルボ | F-12 ターボトラック | 赤 |
| K87      | ボルボ | F-16 Globetrotter   | 黒 |

### エンジン模型一覧
| 製品番号 | 会社       | 車種         |
| -------- | ---------- | ------------ |
| KM51     | フェラーリ | テスタロッサ |
| KM55     | フェラーリ | F-40         |
| KM76     | ブガッティ | T50          |
| KM87     | ボルボ     | トラック     |

### その他製品
創業時よりアルナルド・ポケールは生産の多様化を試みていた。1960年代には鉄道車両やクラシックカーの模型以外に、モデルガンや灰皿、ペン立て、ディズニー作品やその他キャラクターのお面などを生産していた。1962年から1963年にかけては、「真の芸術品」として木材と金属を用いた1/20スケールの大砲の模型をカタログに掲載していた。これら製品は1972年の工場火災以降、生産を終了した。